# فرانكلين بيرس بيرنهام
فرانكلين بيرس بيرنهام (بالإنجليزية: Franklin Pierce Burnham)‏ هو مهندس معماري أمريكي، ولد في 30 أكتوبر 1853 في روكفورد في الولايات المتحدة، وتوفي في 16 ديسمبر 1909 في سووث باسادينا في الولايات المتحدة.